# Lithocarpus yangchunensis
Lithocarpus yangchunensis är en bokväxtart som beskrevs av H.G.Ye och F.G.Wang. Lithocarpus yangchunensis ingår i släktet Lithocarpus och familjen bokväxter. Inga underarter finns listade.